# Piz Lunghin
Pour les articles homonymes, voir Lunghin.
Le piz Lunghin est une montagne des Alpes suisses située dans le canton des Grisons.

## Géographie
Le piz Lunghin est situé dans la chaîne de l'Albula. À proximité de cette montagne se trouve le col du Lunghin, près du point de partage des eaux entre l'océan Atlantique (Rhin), la mer Méditerranée (Pô) et la mer Noire (Danube).

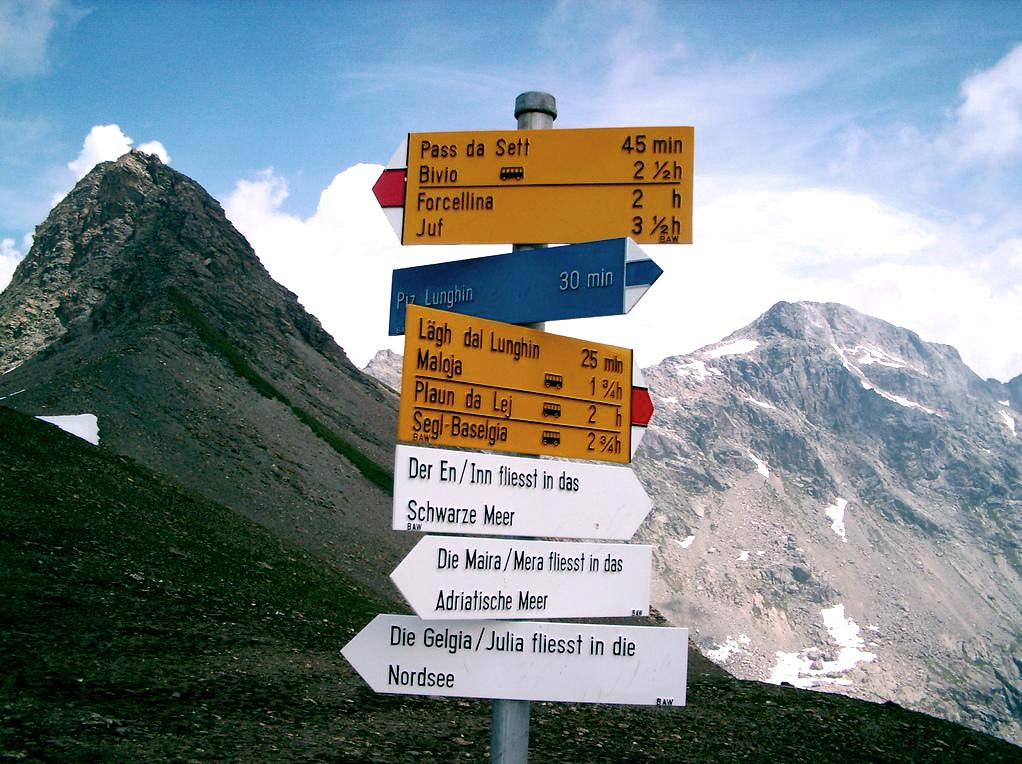
Panneaux indicatifs au col du Lunghin.